# 賴子堅
賴子堅，香港公務員，曾擔任北區民政事務專員。在香港大學英文系取得文学士後，賴在2004年起於香港政府擔任政務主任，及後輾轉在政府總部多個不同決策局效力。他在2010年代時曾任職財經事務及庫務局，曾出任兩任局長陳家強及劉怡翔的政務助理，及後亦曾抽調出任撰寫財政預算案演詞的首席助理秘書長。他在2020年代初調任教育局首席助理秘書長，負責香港高等教育的政策。港府在2023年委任他為北區民政事務專員及官守太平紳士，於7月31日起生效。賴在上任不久就遇上颱風蘇拉襲港，他因而前往沙頭角等地疏散居民，並協助港府實施首次全政府動員清理災區。然而一週後，颱風海葵引發珠江三角洲地區暴雨，導致深圳水庫排洪造成北區水浸，賴再次統籌災區的應變措施。他上任半年後隨即因地區制度改革而於2024年1月起兼任北區區議會主席，惟隨即在同月因主持區議會撥款予關愛隊而被質疑利益衝突。他在任內著重地區服務對區內鄉郊的覆蓋，強調在發展北部都會區時亦要保育社區，以達至城鄉共融。他在2025年7月20日卸任專員，由卓穎然接替，升任環境保護署副署長。

## 外部連結
- 賴子堅的個人官方領英頁面

| 政府职务      | 政府职务                                      | 政府职务      |
| ------------- | --------------------------------------------- | ------------- |
| 前任： 莊永桓 | 北區民政事務專員 2023年7月31日－2025年7月20日 | 繼任： 卓穎然 |
| 議會席位      |                                               |               |
| 前任： 羅庭德 | 北區區議會主席 2024年1月1日－2025年7月20日    | 繼任： 卓穎然 |